# John Gilling
John Gilling (* 29. Mai 1912 in London; † 22. November 1984 in Madrid, Spanien) war ein britischer Drehbuchautor und Filmregisseur.

## Karriere
Ab Mitte der 1930er Jahre war Gilling als Regieassistent tätig. In den 1940ern begann er auch Drehbücher zu schreiben. Sein Debüt als verantwortlicher Regisseur gab er 1948 mit dem Kurzfilm Escape from Broadmoor. In den kommenden zwei Jahrzehnten reüssierte er mit Regiearbeiten im Kriminal-, Abenteuer- und Horrorfilmgenre, wobei er sich auf günstige Kinoproduktionen spezialisierte, für die er verschiedentlich selbst das Drehbuch schrieb. Mit diversen Arbeiten war er etwa für Warwick Films von Albert R. Broccoli und Irving Allen sowie in den 1960ern für Hammer Films vertreten. Besonders erfolgreich war sein Zombiefilm Nächte des Grauens (The Plague of the Zombies), der großen Einfluss auf spätere Genrefilme hatte. 
Im Verlaufe dieses Jahrzehnts wandte er sich auch dem Fernsehen zu. Er inszenierte in den Jahren 1962 bis 1969 mehrere Folgen der Serie Simon Templar, 1969/1970 drehte Gilling sieben Folgen von Department S. 1975 erschien mit La cruz del diablo seine letzte Filmproduktion. Dieser Horrorstreifen entstand in Spanien, wo er auch seine letzten Lebensjahre verbrachte. Sein Gesamtwerk umfasst rund 40 Spielfilme und über 50 Drehbücher.

## Filmografie (Auswahl)

### Drehbuch
- 1947: Black Memory
- 1948: The Greed of William Hart
- 1948: House of Darkness
- 1948: A Gunman Has Escaped
- 1948: Escape from Broadmoor (Kurzfilm)
- 1949: The Man from Yesterday
- 1949: A Matter of Murder
- 1950: The Man in Black
- 1950: Room to Let
- 1950: The Lady Craved Excitement
- 1950: No Trace
- 1950: Blackout
- 1950: Dark Interval
- 1951: The Rossiter Case
- 1951: The Quiet Woman
- 1951: Chelsea Story
- 1952: Blind Man’s Bluff
- 1952: The Frightened Man
- 1952: 13 East Street
- 1952: Wings of Danger
- 1952: The Lost Hours
- 1952: The Voice of Merrill
- 1952: Murder at Scotland Yard
- 1953: In den Fängen der Unterwelt (Three Steps to the Gallows)
- 1953: The Steel Key
- 1953: Zu Tode gehetzt (Recoil)
- 1953: Escape by Night
- 1954: Der Mann im Rücksitz (Double Exposure)
- 1954: Flucht nach Eastbourne (The Embezzler)
- 1954: Profile
- 1955: Douglas Fairbanks, Jr., Presents (Fernsehserie, 2 Episoden)
- 1955: Windfall
- 1955: Auf der schwarzen Liste (Tiger by the Tail)
- 1956: The Gamma People
- 1956: Bond of Fear
- 1956: Odongo
- 1958: Der Mann ohne Nerven (The Man Inside)
- 1959: Der Bandit von Zhobe (The Bandit of Zhobe)
- 1959: Rivalen unter heißer Sonne (Killers of Kilimanjaro)
- 1960: Der Arzt und die Teufel (The Flesh and the Fiends)
- 1960: Sie pfiff und die Kerle kuschten (The Challenge)
- 1961: Die Bucht der Schmuggler (Fury at Smugglers’ Bay)
- 1962: Piraten am Todesfluß (The Pirates of Blood River)
- 1962–1963: Simon Templar (The Saint, Fernsehserie, 2 Episoden)
- 1963: Die scharlachrote Klinge (The Scarlet Blade)
- 1963: Panic
- 1964: Die brennenden Augen von Schloss Bartimore (The Gorgon)
- 1965: Das Geheimnis der Blutinsel (The Secret of Blood Island)
- 1965: Die Letzten von Fort Kandahar (The Brigand of Kandahar)
- 1967: Der Fluch der Mumie (The Mummy’s Shroud)

### Regie
- 1948: Escape from Broadmoor (Kurzfilm)
- 1949: A Matter of Murder
- 1950: No Trace
- 1951: The Quiet Woman
- 1952: The Frightened Man
- 1952: Mother Riley Meets the Vampire
- 1952: The Voice of Merrill
- 1953: In den Fängen der Unterwelt (Three Steps to the Gallows)
- 1953: Deadly Nightshade
- 1953: Zu Tode gehetzt (Recoil)
- 1953: Escape by Night
- 1953–1955: Douglas Fairbanks, Jr., Presents (Fernsehserie, 4 Episoden)
- 1954: Der Mann im Rücksitz (Double Exposure)
- 1954: Flucht nach Eastbourne (The Embezzler)
- 1954: Destination Milan
- 1955: Auf der schwarzen Liste (Tiger by the Tail)
- 1955: Treffpunkt Palette (The Gilded Cage)
- 1956: The Gamma People
- 1956: Odongo
- 1956–1957: The Adventures of Aggie (Fernsehserie, 2 Episoden)
- 1957: Der Mann, den keiner kannte (Interpol)
- 1957: Kameraden der Luft (High Flight)
- 1958: Der Mann ohne Nerven (The Man Inside)
- 1959: Idol on Parade
- 1959: Der Bandit von Zhobe (The Bandit of Zhobe)
- 1959: Rendezvous (Fernsehserie, Episode 1x30)
- 1960: Der Arzt und die Teufel (The Flesh and the Fiends)
- 1960: Sie pfiff und die Kerle kuschten (The Challenge)
- 1961: Die Bucht der Schmuggler (Fury at Smugglers’ Bay)
- 1961: Schatten einer Katze (The Shadow of the Cat)
- 1962: Piraten am Todesfluß (The Pirates of Blood River)
- 1962–1969: Simon Templar (The Saint, Fernsehserie, 10 Episoden)
- 1963: Die scharlachrote Klinge (The Scarlet Blade)
- 1963: Panic
- 1964: Gideon’s Way (Fernsehserie, 2 Episoden)
- 1965: Die Letzten von Fort Kandahar (The Brigand of Kandahar)
- 1965: Night Caller from Outer Space
- 1966: Nächte des Grauens (The Plague of the Zombies)
- 1966: Das schwarze Reptil (The Reptile)
- 1966: Where the Bullets Fly
- 1967: Der Fluch der Mumie (The Mummy’s Shroud)
- 1968: The Champions (Fernsehserie, 4 Episoden)
- 1969: Department S (Fernsehserie, 7 Episoden)
- 1975: La cruz del diablo